# 棉蚜
棉蚜（学名：Aphis gossypii）为常蚜科蚜屬下的一个种。

## 生態
棉蚜各蟲期週年可見，喜乾燥溫暖氣候，春、秋兩季節發生較為嚴重。最適發育溫度約在27℃。有翅型個體與無翅型個體均行胎生孤雌生殖。棉蚜為雜食性昆蟲，且以多種雜草為寄主，雜草或其他寄主可提供棲息及躲避處，主要以吸食葉片、果類汁液獲取能量和營養。成蚜及若蚜均群集於葉片上，以刺吸式口器吸取葉背之汁液。在田間棉蚜大多為無翅型個體群集吸食汁液危害，使被害葉片逐漸枯黃、捲縮，嚴重時則萎凋。密度高時因排出大量蜜露可誘發煤煙病，導致葉片佈滿黑煤狀菌絲。

## 生長週期
若蟲期約5天，成蟲壽命約30天，成蟲一般在第5日齡開始產後代，生殖期平均在20 ~ 25天。每隻成蟲每日可產約10隻若蟲，一生共可產若蟲數達100餘隻。

## 型態
型態
1.有翅型：體色多變，但腹部背面皆有網狀斑紋。頭部黑綠乃至黑色，觸角
暗色，較體長略短，各節之基部
- 灰白，翅透明，翅脈黃褐，緣紋
- 灰色，腹部橙黃，但其後半漸呈
- 綠色。腹管黑色，呈圓柱狀，足
- 灰白，但脛節之下端及跗節為黑色，體長1.2 ~1.5公厘，展翅約5.4公厘。

2、無翅型：體色多變，觸角基部白色，末節暗色，約為體長之半。足黃白，
其末端亦暗色。腹部膨大，背面
有雲狀斑紋，腹管短而黑。體長
約1.5公厘。若蟲似無翅胎生雌
蟲，但較小型，綠色乃至黃綠色。